# Адаті Ясуморі
Адаті Ясуморі (*安達泰盛, 1231  — 14 грудня 1285) — середньовічний японський державний та військовий діяч періоду Камакура.

## Життєпис
Походив з самурайського роду Адаті. Третій син Адаті Йосікаґе, члена ради Хьодзьо, та доньки Томно Токінаги. Народився у 1231 році. 1244 року вперше з'явився при дворі сіккенів Ходзьо. 1247 року брав участь у битві при Ходза, де було знищено клан Міура.
У 1253 році після смерті батька очолив клан Адаті та призначено комендантом фортеці Акіта (акітацзо-но-суке) в провінції Дева. Фактично виконував обов'язки військового губернатора Деви. Того ж року увійшов до Хікіцуке (Вищої ради при сіккені в Камакурі). 1256 року призначено тоніном (головою) Хікіцукесю, що займалося розслідуванням справ, пов'язаних з гокенінами (васалами сьогуна). Того ж року стає членом Хьодзьо (державної ради сьогунату). 1257 року очолив церемонію повноліття (генпуку) майбутнього сіккіне Ходзьо Токімуне.
1264 року призначено головою оссо-ката (на кшталт апеляційного суду для самураїв). 1266 року не виявив активності у придушенні заколоту сьогуна принца Мунетаки, є думка, що Ясуморі міг таємно його підтримувати. 1268 року був серед тих, хто зустрічав монгольське посольство Хубілая до сіккена Токімуне.
У 1270-х роках під час вторгнення монголі вдо Японії Адаті Ясуморі стає одним з наближеніших сановників сіккена Ходзьо Токімуне. Разом з останнім здійснював заходи з підготовки до оборони від монголів. 1274 року призначено на посаду онтаку-буґьо (адміністратор винагород), що полягала в оцінюванні заслуг васалів і ухваленні рішення, кого зних належить винагородити.
1282 року стає кокусі провінції Муцу (до 1284 року). В 1284 році помирає Токімену й новим сіккеном стає Ходзьо Садатокі. Ясуморі стає одним з головних радників останнього. За його ініціативи бакуфу видало Токусейрей, що анулював угоди по закладу і продажу землі як для воїнів з Кюсю, так і для гокенін по всій території країни. Усім чиновникам і гокенін, що брали участь в обороні від монголів і втратили земельні ділянки, рішенням сіккена, яке ініціював Ясуморі, було повернено власність.
Водночас Адаті Ясуморі скрізь підкреслював близькість сьогуну, що викликало невдоволення васалів Ходзьо. У 1285 році Адаті Ясуморі звинувачено Тайра Йоруцуна, очільника міутібіто (васалів Ходзьо), у заколоті. За наказом сіккена Ходзьо Садатокі маєток Адаті Ясуморі було атаковано військами сьогунату. Разом з багатьма членами свого та союзних кланів Ясуморі мусив чинити самогубство (за переказами загинуло за різними версіями від 50 ло 500 осіб). Ці події дістали назву Сімоцукі-содо («Заворушення 11-го місяця»).